# 胡桃大蚕蛾属
胡桃大蚕蛾属（学名：Dictyoploca）为天蚕蛾科的一个属。

## 下属物种
本属包括以下物种：
- 胡桃大蚕蛾 Dictyoploca cachara Moore, 1872
- 银杏大蚕蛾 Dictyoploca japonica Butler
- 后目大蚕蛾 Dictyoploca simla Westwood, 1847